# Луганський авіаційний ремонтний завод
Луганський авіаційний ремонтний завод (ЛАРЗ) — підприємство авіаційної промисловості, частина оборонно-промислового комплексу України, розташоване в Луганську. Займається ремонтом авіаційних і вертолітних двигунів, агрегатів і головних вертолітних редукторів.
Входив до переліку підприємств, які мають стратегічне значення для економіки й безпеки України.

## Історія

### 1931—1991
Підприємство було засноване в жовтні 1931 року (на основі авіаційних майстерень, які працювали з літа 1931 року).
На початковому етапі виконувався ремонт літаків: У-1, УТ-2, По-2, Р-1, Р-5, І-16, СБ, ТБ-3, Іл-2, Іл-10, Як-18, МіГ-15, авіадвигунів: М-2, М-5, М-11, М-17, М-22, М-100, АМ-38, Ам-42.
Під час Німецько-радянської війни на підприємстві було відремонтовано близько 1700 літаків і більше 2500 двигунів.
З 1946 року завод спеціалізується на ремонті авіаційної техніки.
З кінця 1950-х рр. завод спеціалізується тільки на двигунах.
Протягом 1960-х років заводом було успішно освоєно капітальний ремонт турбореактивного двигуна РД-45, який використовувався, як силова установка винищувача-перехоплювача МіГ-15, авіадвигунів РД-9Б, РД-9ф, ВК-1.
В 1974—1976 рр. колектив заводу освоїв капітальний ремонт турбовального двигуна ТВ3-117.
Паралельно було освоєно капітальний ремонт двигунів Р-35-300 і Р-29-300, які використовувались, як силові установки на літаках МіГ-23 і МіГ-27.

### Після відновлення незалежності
В 2003 році на базі Луганського авіаційного ремонтного заводу було створено компанію «LUZAR», яка займається виготовленням запчастин систем охолодження автомобіля (в основному, радіаторів).
Після створення 7 червня 2005 року концерну «Авіавоєнремонт», завод було включено до його складу.
Станом на 2008 рік, підприємство здійснювало ремонт авіаційних двигунів Р-27, Р-29, Р-35 всіх модифікацій, а також гелікоптерних двигунів ТВЗ-117 і ТВ2-117А.
9 червня 2010 року Кабінет Міністрів України прийняв постанову № 405, відповідно до якої завод було включено до переліку підприємств авіаційної промисловості України, які отримують державну підтримку.
Після створення в грудні 2010 року державного концерну «Укроборонпром», завод було включено до його складу.
В серпні 2012 року завод отримав 2 364 000 гривень від міністерства оборони України на ремонт двох авіадвигунів ТВ3-117МТ для гелікоптерів Мі-8
У вересні 2012 роу завод отримав 2,28 млн гривень від міністерства оборони України на капітальний ремонт головних редукторів типу ВР-24 і електронних регуляторів авіадвигунів типу ЕРД-3
В 2013 році обсяг виробництва ЛАРЗ збільшився на 12 %, чистий прибуток підприємства склав 48 млн гривень (в шість разів більше, ніж в 2012 році)

### Після 22 лютого 2014
До початку весни 2014 року загальна кількість робітників заводу складала 600 осіб.
Після проведення 11 травня 2014 року «референдуму» в Луганську, підприємство опинилось на території контрольованій бойовиками незаконних збройних формувань окупаційної адміністрації Російської Федерації в окупованій Луганській області..
Після цього діяльність заводу була сильно ускладнена в зв'язку з початком бойових дій на сході України й перериванням економічних зв'язків.
6 червня 2014 року завод перейшов під контроль озброєних терористів угруповання Луганська народна республіка. В результаті обстрілів будівлі заводу було пошкоджено
В червні 2014 року директор заводу А. І. Мостовий і частина співробітників заводу покинули Луганськ.
У вересні 2014 року окупаційна адміністрація Російської Федерації в окупованій Луганській області здійснило спробу відновлення роботи заводу. Станом на 15 вересня 2014 року, на заводі залишалося близько 200 робітників.
Від 8 червня 2015 року, після завершення трьохмісячного ремонту пошкоджень від обстрілів, завод виконав пробний запуск випробувального стенда моторно-випробувальної станції № 2.

## Сучасний стан
ЛАРЗ має таку спеціалізацію:
- Ремонт турбовальних двигунів
- Ремонт турбореактивних двигунів
- Ремонт головних гелікоптерних редукторів ВР-8, ВР-14, ВР-24
- Переобладнання авіаційних двигунів для господарських потреб (теплові установки для сушки взлітно-посадкових смуг, очищення залізничних шляхів і вагонів від снігу)
- Виробництво алюмінієвих радіаторів для російської та української автомобільної промисловості